# Mannele
 (novembre 2012).
Si vous disposez d'ouvrages ou d'articles de référence ou si vous connaissez des sites web de qualité traitant du thème abordé ici, merci de compléter l'article en donnant les références utiles à sa vérifiabilité et en les liant à la section « Notes et références ».

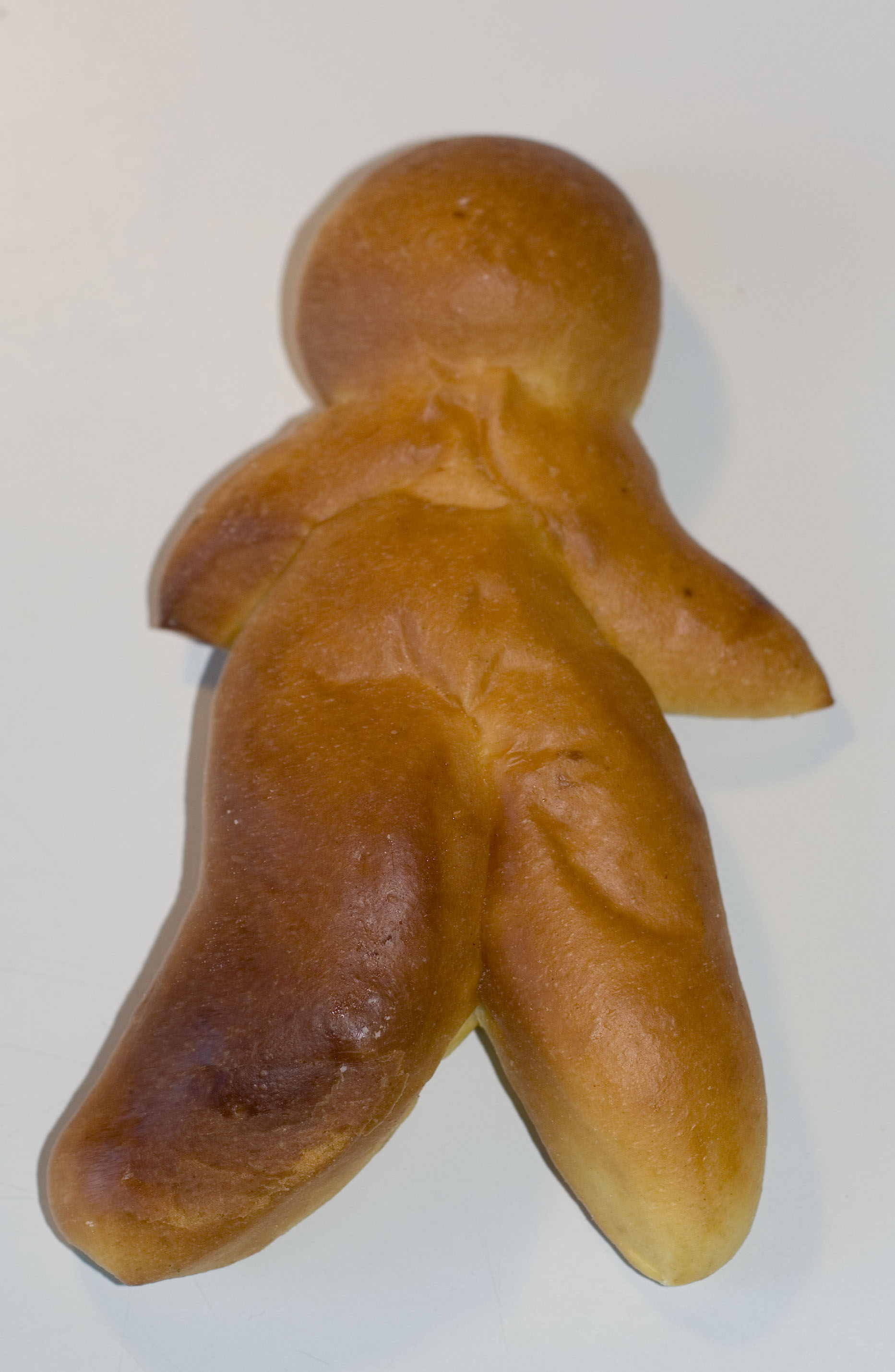
Mannala ou Coualé

Un mannele ou mannala (de l'alémanique alsacien et du francique lorrain, « petit bonhomme ») est une brioche en forme de bonhomme, préparée par les boulangers de tradition germanique pour la Saint-Nicolas, ainsi que par des familles alsaciennes, Suisses et allemandes.

## Appellations
Cette viennoiserie est également nommée « petit Saint-Nicolas » en Lorraine, coualé ou kouâlé en Lorraine romane (principalement dans les Vosges) signifiant « tordu » en dialecte lorrain, rappelant ainsi la forme tortillée que prend le bonhomme, et Jean Bonhomme en Franche-Comté. En Allemagne, elles sont appelées Dambedei, Stutenkerl, Waeckmann, etc. selon les dialectes. En Suisse, on retrouve cette pâtisserie sous les noms de Grittibänz ou Grättima(nn).
Elles sont dans la plupart des régions consommées à la Saint-Nicolas, et la brioche peut représenter alors l'évêque de Myre, saint Nicolas, durant certaines périodes ou dans certaines régions, mais ce n'est plus la règle. Dans certaines régions comme en Rhénanie, dans la Ruhr, Hesse, elles sont mangées pour la saint Martin d'Hiver (11 novembre, Sankt Martin). Les enfants le reçoivent à la fin du cortège de Saint Martin (Martinsszug). On en trouve aussi aux Pays-Bas, au Luxembourg et en Autriche.
La brioche peut accompagner le chocolat chaud du goûter des enfants, ou faire l'objet d'un goûter familial pour se retrouver et partager ces bonshommes autour d'un bol de café ou de chocolat chaud. Chez certains boulangers, cette brioche peut être enrichie de raisins secs ou de pépites de chocolat, être trempée dans du chocolat fondu ou saupoudrée de sucre glace.

## Par région
Dans les pays et régions de cultures germaniques, ces pâtisseries sont liées à la célébration du jour de la Saint-Nicolas, dès le XVe siècle.

### Allemagne

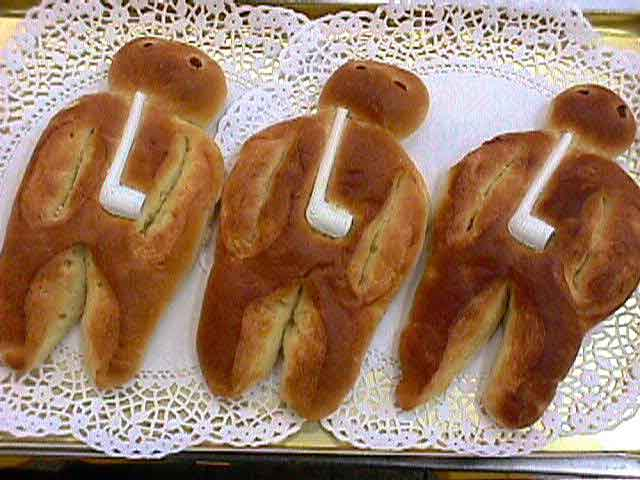
Weckmann.

En Allemagne de l'Ouest, ce petit bonhomme s'appelle Weckmann ou Stutenkerl  et il se vend, décoré d'une pipe en terre ou d'argile, dans toutes les boulangeries pour la fête de la Saint-Martin.

### Est de la France
Présent dans le nord-est français, il est appelé Man(n)ele en Alsace du nord et en Moselle,, Man(n)ala en Alsace du sud, Jean-Bonhomme en Franche-Comté et Coualé dans le département des Vosges.
La brioche représente Saint-Nicolas, le saint-patron de la Lorraine. La brioche est également parfois identifiée aux trois enfants qu'il a sauvés du boucher, légende relatée notamment par Louis Pitz dans son ouvrage Contes et légendes de Lorraine.
Toutes les traductions sont ici.

### Luxembourg

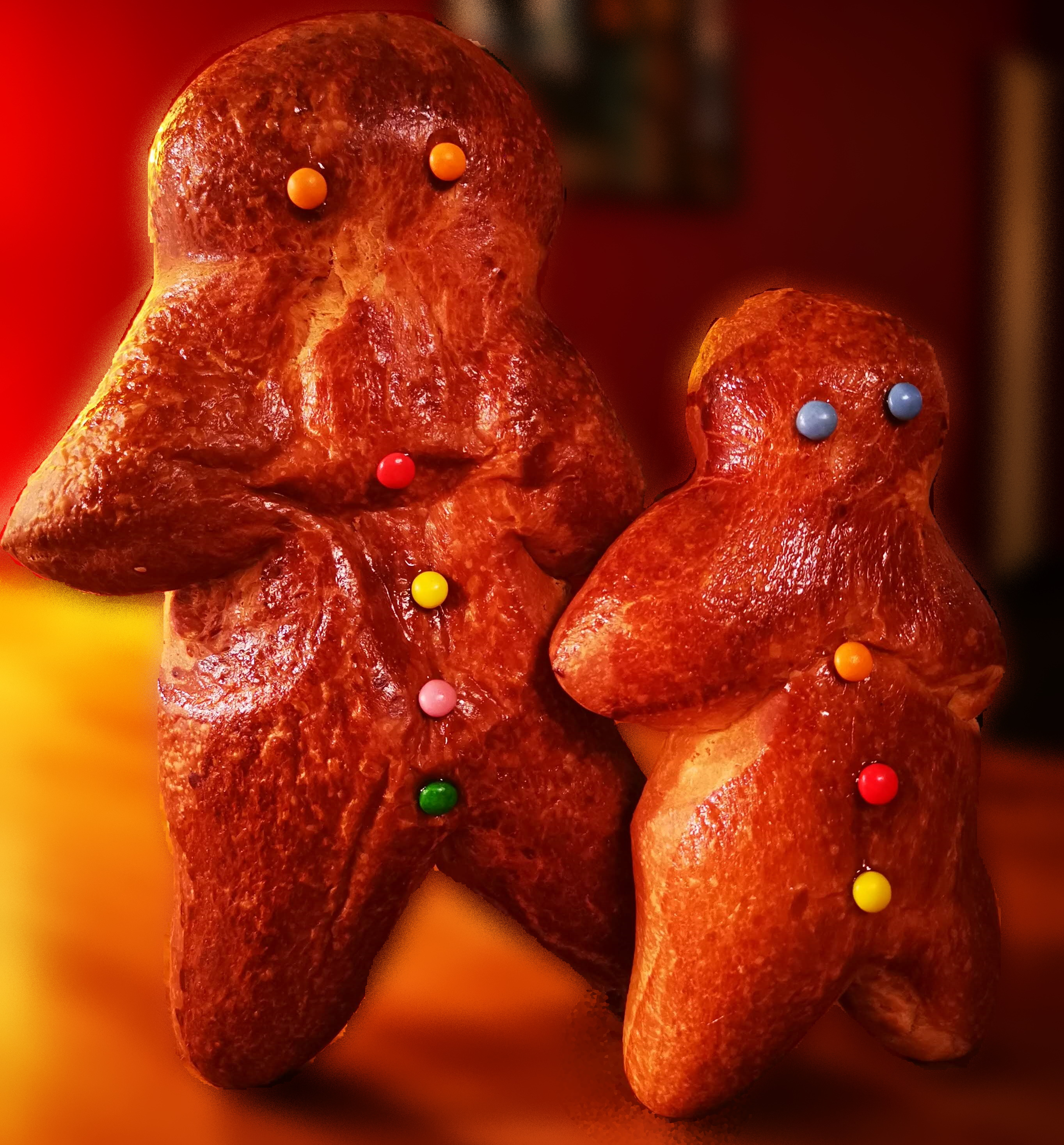
Les Boxemännercher luxembourgeois.

Au Luxembourg, il se nomme « Boxemännchen » et il est l'enfant de saint Nicolas[réf. nécessaire].

### Suisse

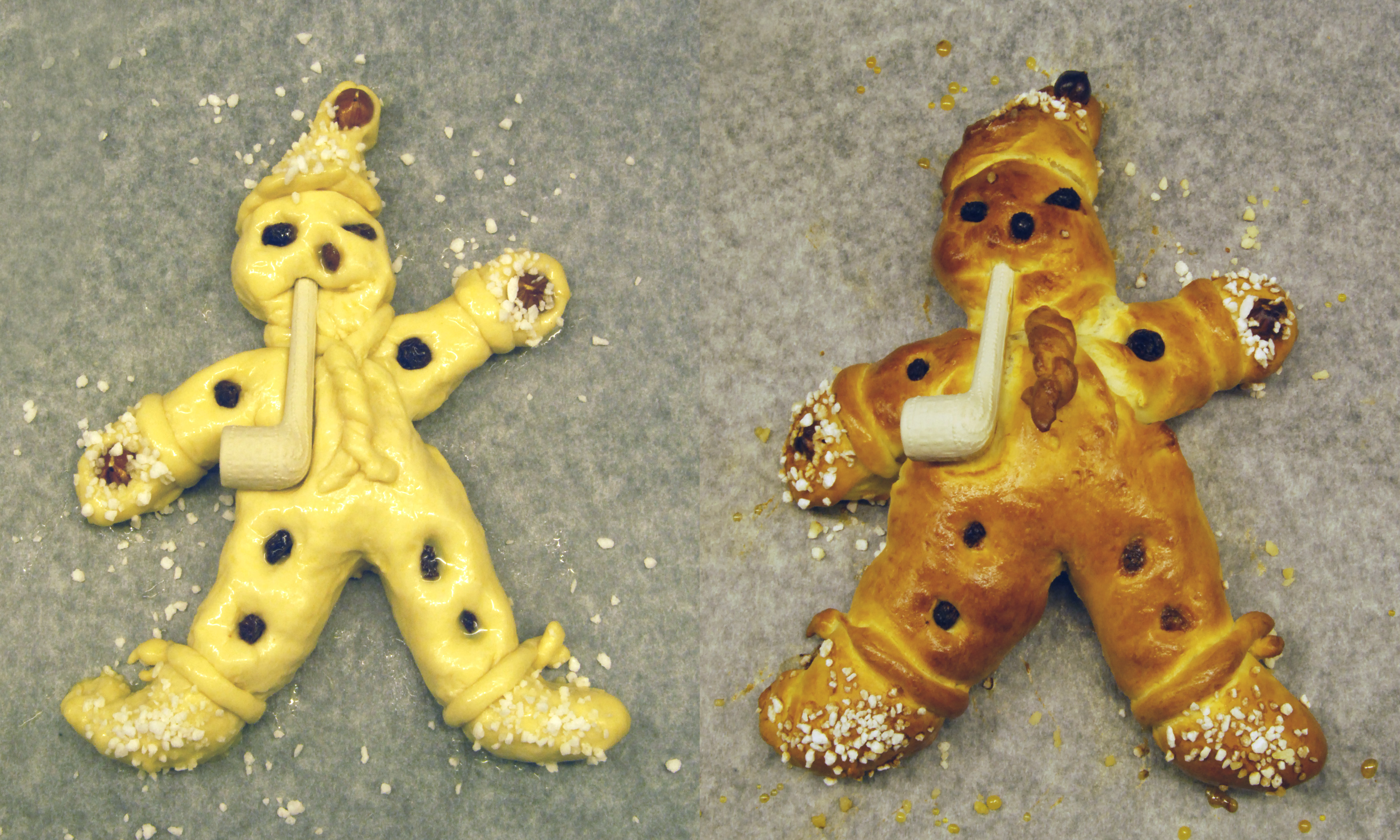
Grittibänz (cru et cuit)

Tradition populaire à travers la Suisse, les bonhommes portent des noms différents d'après les régions : en Suisse romande c'est « bonhomme de Saint-Nicolas », au Tessin « Pupazzi di San Nicolao », en Suisse alémanique le nom le plus courant est « Grittibänz » ou « Grittibenz », « Benz » étant le diminutif de « Benoît », qui qualifiait autrefois un homme en général, un « Gritte » désigne une fourche ou une position écartée des jambes en dialecte bernois. Il est également nommé « Grättimaa » à Bâle, « Elggermaa » en Thurgovie.
Un aspect commun aux différents personnages est les jambes écartées. Sinon, son aspect varie selon les régions : il peut porter un chapeau, un bonnet, une écharpe et tient dans la main une petite verge ou une pipe en terre cuite surdimensionnée.

#### Bâle

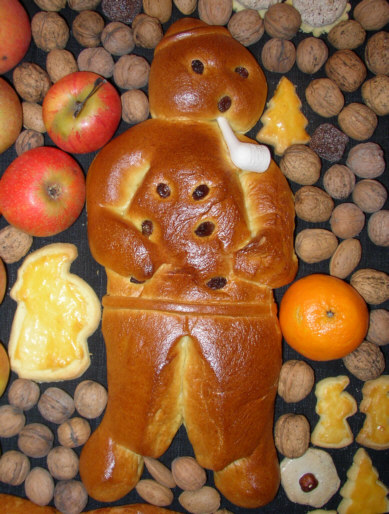
Baselmann

Certains documents attestent l'existence de la tradition à Bâle depuis le XIVe siècle : le 6 décembre, les enfants de Bâle défilaient à travers la ville après avoir désigné un « enfant-évêque » qui était autorisé à réprimander les adultes pendant toute une journée. À la fin de leur procession, ils avaient droit à des petits pains au lait à la farine blanche. Pour figurer les yeux on utilisait des baies de genévrier, de nos jours les raisins secs sont plus courants.